# گلشهری
گلشهری، شاعر ترکی گوی آناطولی قرن هفتم و هشتم که منطق الطیر عطار را به ترکی به نظم درآورده و آن را تا اندازه‌ای گسترش نیز داده است. این کتاب در سال ۷۱۷ ق سروده شده است، مطابق آنچه خود می‌گوید در گل شهر آناطولی تولد یافته و در شهر خود دارای نفوذ بسیار بوده، علاوه بر منطق الطیر، غزلیات و قصایدی به ترکی و منظومه‌ای به نام فلک نامه به فارسی داشته است. شهرت این شاعر که خود را پیرو سنایی و عطار و نظامی گنجوی و سعدی و مولانا و سلطان ولد میشمارد، تا قرن دهم توانسته تداوم یابد و سپس تا آن اندازه فراموش شده که حتی به تذکره‌ها راه پیدا نکرده است.